# Edradour
 (mars 2019).
Edradour, signifiant en gaélique : Eadar Dhà Dhobhar, « entre deux rivières », est une des plus petites distilleries commerciales d'Écosse. Elle est située à la sortie de la ville de Pitlochry dans le Perthshire.
Fondée en 1825, Edradour a conservé des méthodes de production traditionnelles et ne produit que 15 tonneaux par semaine.
La distillerie a trois employés, John Reid, David Ramsbottom et James Kennedy, qui produisent le whisky avec peu d'automatisation.
Andrew Symington, embouteilleur indépendant et fondateur de Signatory Vintage, a racheté la distillerie en 2002 au groupe Pernod Ricard.
Depuis 2010 avec la création d'un entrepôt l'élevage des whisky se fait sur place.
54 463 personnes ont visité la distillerie en 2013, les visites guidés se font en français, allemand et anglais. Une ancienne étable sert maintenant de petit musée et centre pour les visiteurs.
La distillerie est fermée au public en 2023.

## Liste des produits proposés
- Cream liqueur
- Edradour 10 ans
- Ballachin 10 ans
- Edradour Un-Chillfiltered collection (créé par Andrew Symington)
- Straight from the cask
- The Decanter Collection (59,3 %)
- Edradour 30 ans
- En 2006, Andrew Semington lance une sélection single Cask Edradour 10 ans « rum finish » dans un fût de chêne ayant contenu du rhum vieux de La Réunion.